# シベルネティコ
シベルネティコ（Cibernetico、1975年4月12日 - ）は、メキシコのプロレスラー。本名：オクタビオ・ロペス・アレオラ（Octavio López Arreola）。

## 経歴
1992年、UWAで覆面レスラー「エスピリトゥ・ネグロ」としてデビュー。
1993年7月31日、リングネームをシベルネティコに改名。
1995年1月、AAAに移籍。
1999年9月、LLLに移籍。
2004年6月、「トリプレマニア」でラ・パルカ・ジュニアとのコントラ・マッチに敗れてマスクを脱いで素顔になる。
2009年6月20日、AAAに再入団。
2015年12月25日、CMLLに移籍。

## 得意技
アポカリプティカ
パワーボム
スタナー
ノーザンライト・スープレックス
スピアー
ラリアット

## 入場曲
- Seek & Destroy（メタリカ）

## タイトル歴
AAA
- AAAメガ王座
- レイ・デ・レイエス優勝

WWA
- WWA世界ヘビー級王座

UWA
- UWA世界ヘビー級王座

IWC
- IWC世界ヘビー級王座

その他
- ナショナルヘビー級王座
- カンペオン・デ・カンペオネス王座